# Eleições municipais em João Pessoa em 1982
As eleições municipais em João Pessoa em 1982 ocorreram em 15 de novembro, como parte das eleições municipais no Brasil naquele ano nos 23 estados e nos  territórios federais do Amapá e Roraima. Sendo uma capital de estado, a cidade estava sob a vigência do Ato Institucional Número Três, motivo pelo qual elegeria apenas os 19 vereadores, pois a escolha do novo prefeito caberia ao governador Wilson Braga em 1983.
Natural de Cruz do Espírito Santo, o advogado Osvaldo Trigueiro formou-se na Universidade Federal da Paraíba em 1960 e lecionou nesta instituição por quase trinta anos. Presidente do Instituto de Previdência do Estado da Paraíba no governo Pedro Gondim, concluiu o Mestrado em Administração pela Fundação Getulio Vargas em 1967. Pesquisador do Conselho Nacional de Desenvolvimento Científico e Tecnológico e da própria Fundação Getulio Vargas, foi professor da Universidade Federal de Pernambuco. Ingressou no PSB em 1956 e nele permaneceu até a outorga do bipartidarismo pelo Regime Militar de 1964. Nomeado secretário de Administração pelo governador Tarcísio Burity em 1979, foi mantido no cargo por Clóvis Cavalcanti. Filiado ao PDS, assumiu o cargo de prefeito de João Pessoa em 1983, após  nomeação pelo governador Wilson Braga.

## Resultado da eleição para prefeito
Eleição realizada pela Assembleia Legislativa da Paraíba.
| Candidatos a prefeito de João Pessoa | Candidatos a vice-prefeito | Número | Coligação           | Votação | Percentual |
| ------------------------------------ | -------------------------- | ------ | ------------------- | ------- | ---------- |
| Osvaldo Trigueiro PDS                | -                          | 11     | PDS (sem coligação) | -       | -          |
| Fontes:                              |                            |        |                     |         |            |

## Resultado da eleição para vereador
O PMDB lançou 57 candidatos a vereador em João Pessoa, o PDS teve 56 e o PT lançou 24 candidaturas à Câmara Municipal.
| Vereadores eleitos na cidade | Partido | Votação | Percentual | Cidade onde nasceu | Unidade federativa  |
| Antônio Arroxelas            | PMDB    | 4.832   | 4,67%      | João Pessoa        | Paraíba             |
| Derivaldo Mendonça           | PMDB    | 3.327   | 3,21%      |                    |                     |
| Inácio Montenegro            | PMDB    | 2.636   | 2,55%      | João Pessoa        | Paraíba             |
| Di Lorenzo Marsicano         | PMDB    | 2.445   | 2,36%      | João Pessoa        | Paraíba             |
| Batista Ramos                | PMDB    | 2.374   | 2,29%      | João Pessoa        | Paraíba             |
| Carlos Mangueira             | PDS     | 2.332   | 2,25%      | Rio de Janeiro     | Rio de Janeiro      |
| Gerson Gomes                 | PDS     | 2.301   | 2,22%      | João Pessoa        | Paraíba             |
| Manoel Virgínio              | PMDB    | 2.282   | 2,20%      |                    |                     |
| Magdalena Alves              | PMDB    | 2.226   | 2,15%      | João Pessoa        | Paraíba             |
| Milton Ferreira              | PMDB    | 2.223   | 2,15%      |                    |                     |
| João Cabral Batista          | PDS     | 2.211   | 2,14%      | Natal              | Rio Grande do Norte |
| Pedro Alberto Coutinho       | PDS     | 2.100   | 2,03%      | João Pessoa        | Paraíba             |
| Mário da Gama e Melo         | PMDB    | 1.910   | 1,84%      | João Pessoa        | Paraíba             |
| Sônia Germano                | PMDB    | 1.882   | 1,82%      |                    |                     |
| Manoel Gonçalves             | PT      | 1.776   | 1,72%      |                    |                     |
| Heraldo do Egito             | PDS     | 1.594   | 1,54%      | João Pessoa        | Paraíba             |
| Roderico Borges              | PDS     | 1.544   | 1,49%      |                    |                     |
| Bonifácio Lobo               | PDS     | 1.512   | 1,46%      |                    |                     |
| Jovani Paulo Neto            | PDS     | 1.380   | 1,33%      |                    |                     |
| Fontes:                      |         |         |            |                    |                     |